# خوستو روفينو باريوس
خوستو روفينو باريوس (بالإسبانية: Justo Rufino Barrios)‏ (19 يوليو 1835 - 2 أبريل 1885) الذي كان رئيس غواتيمالا من 4 يونيو 1873 إلى 2 أبريل 1885 ومعروف عنه الاصلاحات الليبرالية ومحاولاته لتوحيد أمريكا الوسطى.

## روابط خارجية
- (بالإسبانية) [Short biography and picture http://www.deguate.com/personajes/article_761.shtml]